# 岸野村
岸野村（きしのむら）は、長野県南佐久郡にあった村。現在の佐久市根岸・伴野・東立科にあたる。一遍上人が初めて踊念仏を披露した伴野荘が中世に存在した。

## 地理
- 河川：千曲川

## 歴史
- 1889年（明治22年）4月1日 - 町村制の施行により、南佐久郡根岸村・伴野村の区域をもって発足。
- 1954年（昭和29年）4月1日 - 南佐久郡野沢町・大沢村・桜井村・前山村と新設合併し、改めて野沢町が発足。同日岸野村廃止。

## 交通

### 道路
- 国道142号

現在は旧村域に中部横断自動車道の佐久南インターチェンジの敷地の一部が所在するが、当時は未開通。